# Danh sách nữ hoàng châu lục tại Hoa hậu Thế giới
Đây là danh sách Các nữ hoàng châu lục của cuộc thi Hoa hậu Thế giới.

## 1981-1988
| Năm  | Châu Mỹ                               | Châu Phi                      | Châu Á                          | Châu Âu                          | Châu Đại Dương                       |
| ---- | ------------------------------------- | ----------------------------- | ------------------------------- | -------------------------------- | ------------------------------------ |
| 1981 | Venezuela · Pilín León                | Zimbabwe · Juliet Nyathi      | Nhật Bản · Naomi Kishi          | Anh Quốc · Michele Donnelly      | Úc · Melissa Hannan                  |
| 1982 | Cộng hòa Dominica · Mariasela Álvarez | Zimbabwe · Caroline Murinda   | Philippines · Sara-Jane Areza   | Phần Lan · Sari Aspholm          | Úc · Catherine Morris                |
| 1983 | Colombia · Rocío Isabel · Luna Flórez | Liberia · Annie Broderick     | Israel · Yi'fat Schechter       | Anh Quốc · Sarah-Jane Hutt       | Úc · Tanya Bowe                      |
| 1984 | Venezuela · Astrid Carolina Herrera   | Kenya · Khadija Adam Ismail   | Israel · Iris Louk              | Anh Quốc · Vivienne Rooke        | Úc · Lou-Anne Ronchi                 |
| 1985 | Hoa Kỳ · Brenda Denton                | Zaire · Kayonga Mureka Tete   | Israel · Maja Wechtenhaim       | Iceland · Hólmfríður Karlsdóttir | New Zealand · Sheri Anastasia Burrow |
| 1986 | Trinidad & Tobago · Giselle Laronde   | Eswatini · Ilana Faye Lapidos | Philippines · Sherry Rose Byrne | Đan Mạch · Pia Rosenberg Larsen  | New Zealand · Lynda Marie McManus    |
| 1987 | Venezuela · Albany Lozada             | Nigeria · Mary Bienoseh       | Hong Kong · Pauline Yeung       | Áo · Ulla Weigerstorfer          | Guam · Francel Caracol               |
| 1988 | Venezuela · Emma Rabbe                | Kenya · Dianna Naylor         | Hàn Quốc · Choi Yeon-hee        | Iceland · Linda Pétursdóttir     | Úc · Catherine Bushell               |

## 1989
| Năm  | Châu Mỹ                | Châu Phi                             | Châu Á                         | Châu Đại Dương       | Vùng Caribê                             | Châu Âu                  |
| ---- | ---------------------- | ------------------------------------ | ------------------------------ | -------------------- | --------------------------------------- | ------------------------ |
| 1989 | Canada · Leanne Caputo | Mauritius · Jeanne-Françoise Clement | Thái Lan · Prathumrat Woramali | Úc · Natalie McCurry | Quần đảo Virgin thuộc Mỹ · Vania Thomas | Ba Lan · Aneta Kręglicka |

## 1990-2004
| Năm  | Châu Mỹ                                   | Châu Phi                        | Châu Á & Đại Dương                      | Vùng Caribê                        | Châu Âu                       |
| ---- | ----------------------------------------- | ------------------------------- | --------------------------------------- | ---------------------------------- | ----------------------------- |
| 1990 | Hoa Kỳ · Gina Marie Tolleson              | Kenya · Aisha Lieberg           | New Zealand · Adele Valerie Kenny       | Jamaica · Erica Aquart             | Ireland · Siobhan McClafferty |
| 1991 | Venezuela · Ninibeth Leal                 | Nam Phi · Diana Tilden-Davis    | Úc · Leanne Buckle                      | Jamaica · Sandra Foster            | Thổ Nhĩ Kỳ · Dilek Koruyan    |
| 1992 | Venezuela · Francis Gago                  | Nam Phi · Amy Kleinhans         | Thái Lan · Metinee Kingpayome           | Bahamas · Jody Barbara Weech       | Nga · Julia Kourotchkina      |
| 1993 | Venezuela · Mónica Lei Scaccia            | Nam Phi · Palesa Mofokeng       | Philippines · Sharmaine Ruffa Gutierrez | Jamaica · Lisa Hanna               | Croatia · Fani Čapalija       |
| 1994 | Venezuela · Irene Ferreira                | Nam Phi · Basetsane Makgalemele | Ấn Độ · Aishwarya Rai                   | Quần đảo Cayman · Anita Lilly Bush | Croatia · Branka Bebić        |
| 1995 | Venezuela · Jacqueline Aguilera Marcano · | Nam Phi · Bernelee Daniell      | Hàn Quốc · Choi Yoon-young              | Trinidad & Tobago · Michelle Khan  | Croatia · Anica Martinović    |
| 1996 | Colombia · Carolina Arango                | Nam Phi · Peggy-Sue Khumalo     | Ấn Độ · Rani Jeyraj                     | Aruba · Afranina Henríquez         | Hy Lạp · Irene Skliva         |
| 1997 | Hoa Kỳ · Sallie Toussaint                 | Nam Phi · Jessica Motaung       | Ấn Độ · Diana Hayden                    | Jamaica · Michelle Moodie          | Thổ Nhĩ Kỳ · Çağla Şikel      |
| 1998 | Chile · Daniella Campos                   | Nam Phi · Kerishnie Naicker     | Malaysia · Lina Teoh                    | Jamaica · Christine Straw          | Israel · Linor Abargil        |
| 1999 | Venezuela · Martina Thorogood             | Nam Phi · Sonia Raciti          | Ấn Độ · Yukta Mookhey                   | Jamaica · Desiree Depass           | Israel · Jenny Chervoney      |
| 2000 | Uruguay · Katja Thomsen                   | Kenya · Yolanda Masinde         | Ấn Độ · Priyanka Chopra                 | Curaçao · Jozaine Wall             | Ý · Giorgia Palmas            |
| 2001 | Nicaragua · Ligia Argüello                | Nigeria · Agbani Darego         | Trung Quốc · Bing Li                    | Aruba · Zizi Lee                   | Scotland · Juliet-Jane Horne  |
| 2002 | Colombia · Natalia Peralta                | Nigeria · Chinenye Ochuba       | Trung Quốc · Wu Ying-Na                 | Aruba · Rachelle Oduber            | Thổ Nhĩ Kỳ · Azra Akin        |
| 2003 | Canada · Nazanin Afshin-Jam               | Ethiopia · Hayat Ahmed Mohammed | Trung Quốc · Quan Kỳ                    | Jamaica · Jade Fulford             | Ireland · Rosanna Davison     |
| 2004 | Perú · Maria Julia Mantilla               | Nigeria · Anita Uwagbale        | Philippines · Maria Karla Bautista      | Cộng hòa Dominica · Claudia Cruz   | Ba Lan · Katarzyna Borowicz   |

## 2005-2006
| Năm  | Châu Mỹ               | Châu Phi                     | Châu Á - Thái Bình Dương | Vùng Caribê                       | Bắc Âu                                | Nam Âu                 |
| ---- | --------------------- | ---------------------------- | ------------------------ | --------------------------------- | ------------------------------------- | ---------------------- |
| 2005 | México · Dafne Molina | Tanzania · Nancy Sumari      | Hàn Quốc · Oh Eun-young  | Puerto Rico · Ingrid Marie Rivera | Iceland · Unnur Birna Vilhjálmsdóttir | Ý · Sofia Bruscoli     |
| 2006 | Brasil · Jane Borges  | Angola · Stiviandra Oliveira | Úc · Sabrina Houssami    | Jamaica · Sara Lawrence           | Cộng hòa Séc · Taťána Kuchařová       | România · Ioana Boitor |

## 2007-2012
| Năm  | Châu Mỹ                       | Châu Phi                    | Châu Á - Thái Bình Dương       | Vùng Caribê                            | Châu Âu                      |
| ---- | ----------------------------- | --------------------------- | ------------------------------ | -------------------------------------- | ---------------------------- |
| 2007 | México · Carolina Morán       | Angola · Micaela Reis       | Trung Quốc · Trương Tử Lâm     | Trinidad và Tobago · Valene Maharaj    | Thụy Điển · Annie Oliv       |
| 2008 | Venezuela · Hannelly Quintero | Angola · Brigith dos Santos | Ấn Độ · Parvathy Omanakuttan   | Trinidad và Tobago · Gabrielle Walcott | Nga · Ksenia Sukhinova       |
| 2009 | México · Perla Beltrán        | Nam Phi · Tatum Keshwar     | Hàn Quốc · Kim Joo-ri          | Barbados · Leah Marville               | Gibraltar · Kaiane Aldorino  |
| 2010 | Hoa Kỳ · Alexandria Mills     | Botswana · Emma Wareus      | Trung Quốc · Xiao Tang         | St. Lucia · Aiasha Gustave             | Ireland · Emma Britt Waldron |
| 2011 | Venezuela · Ivian Sarcos      | Nam Phi · Bokang Montjane   | Philippines · Gwendoline Ruais | Puerto Rico · Amanda Vilanova          | Anh · Alize Lily Mounter     |
| 2012 | Brasil · Mariana Notarangelo  | Nam Sudan · Atong Demach    | Trung Quốc · Vu Văn Hà         | Jamaica · Deanna Robins                | Wales · Sophie Moulds        |

## 2013-2019
| Năm  | Châu Mỹ                      | Châu Phi                    | Châu Á                        | Châu Đại Dương                      | Vùng Caribê                       | Châu Âu                 |
| ---- | ---------------------------- | --------------------------- | ----------------------------- | ----------------------------------- | --------------------------------- | ----------------------- |
| 2013 | Brasil · Sancler Frantz      | Ghana · Naa Okailey Shooter | Philippines · Megan Young     | Úc · Erin Holland                   | Jamaica · Gina Hargitay           | Pháp · Marine Lorphelin |
| 2014 | Hoa Kỳ · Elizabeth Safrit    | Nam Phi · Rolene Strauss    | Ấn Độ · Koyal Rana            | Úc · Courtney Thorpe                | Cộng hòa Dominica · Dhío Moreno   | Hungary · Edina Kulcsár |
| 2015 | Brasil · Catharina Choi Nune | Nam Phi · Liesl Laurie      | Ấn Độ · Maria Harfanti        | Úc · Tess Alexander                 | Jamaica · Sanneta Myrie           | Nga · Sofia Nikichuk    |
| 2016 | Hoa Kỳ · Audra Mari          | Kenya · Evelyn Njambi       | Ấn Độ · Natasha Mannuela      | Úc · Madeline Cowe                  | Cộng hòa Dominica · Yaritza Reyes | Bỉ · Lenty Frans        |
| 2017 | México · Andrea Meza         | Kenya · Magline Jeruto      | Hàn Quốc · Ha-eun Kim         | New Zealand · Annie Evans           | Jamaica · Solange Sinclair        | Anh · Stephanie Hill    |
| 2018 | Panama · Solaris Barba       | Uganda · Quiin Abenakyo     | Thái Lan · Nicolene Limsnukan | New Zealand · Jessica Tyson         | Jamaica · Kadijah Robinson        | Bỉ · Maria Vasilevich   |
| 2019 | Brasil · Elís Miele Coelho   | Nigeria · Nyekachi Douglas  | Ấn Độ · Suman Rao             | Quần đảo Cook · Tajiya Eikura Sahay | Guyana · Joylyn Conway            | Pháp · Ophély Mézino    |

## 2021-Hiện nay
| Năm  | Châu Mỹ              | Châu Phi                  | Châu Á                           | Vùng Caribê                   | Châu Âu                   |
| ---- | -------------------- | ------------------------- | -------------------------------- | ----------------------------- | ------------------------- |
| 2021 | Hoa Kỳ · Shree Saini | Bờ Biển Ngà · Olivia Yacé | Indonesia · Pricilia Carla Yules | Cộng hòa Dominica · Emmy Peña | Bắc Ireland · Anna Leitch |

## Số lượng thí sinh tính theo châu lục
| Năm  | Châu Á          | Châu Âu         | Châu Mỹ         | Vùng Caribe     | Châu Phi        | Châu Đại Dương  |
| ---- | --------------- | --------------- | --------------- | --------------- | --------------- | --------------- |
| 1951 | 0               | 25              | 1               | 0               | 0               | 0               |
| 1952 | 1               | 10              | 1               | 0               | 0               | 0               |
| 1953 | 1               | 12              | 1               | 0               | 1               | 0               |
| 1954 | 1               | 12              | 1               | 1               | 1               | 0               |
| 1955 | 1               | 15              | 3               | 1               | 0               | 1               |
| 1956 | 1               | 16              | 2               | 0               | 4               | 1               |
| 1957 | 1               | 15              | 3               | 0               | 3               | 1               |
| 1958 | 1               | 13              | 4               | 0               | 2               | 0               |
| 1959 | 5               | 18              | 8               | 2               | 3               | 1               |
| 1960 | 6               | 17              | 8               | 0               | 5               | 2               |
| 1961 | 6               | 18              | 9               | 0               | 3               | 1               |
| 1962 | 5               | 18              | 7               | 1               | 1               | 1               |
| 1963 | 5               | 18              | 12              | 1               | 3               | 1               |
| 1964 | 5               | 18              | 11              | 3               | 4               | 1               |
| 1965 | 6               | 19              | 13              | 1               | 6               | 3               |
| 1966 | 9               | 21              | 12              | 5               | 3               | 1               |
| 1967 | 5               | 23              | 13              | 2               | 9               | 2               |
| 1968 | 6               | 21              | 13              | 3               | 8               | 2               |
| 1969 | 5               | 21              | 13              | 3               | 6               | 2               |
| 1970 | 9               | 24              | 10              | 5               | 8               | 2               |
| 1971 | 7               | 23              | 11              | 7               | 5               | 3               |
| 1972 | 7               | 21              | 10              | 6               | 6               | 3               |
| 1973 | 9               | 22              | 9               | 6               | 5               | 3               |
| 1974 | 10              | 21              | 11              | 7               | 6               | 3               |
| 1975 | 10              | 23              | 14              | 11              | 6               | 3               |
| 1976 | 6               | 23              | 16              | 9               | 2               | 4               |
| 1977 | 6               | 23              | 18              | 8               | 1               | 6               |
| 1978 | 9               | 23              | 15              | 12              | 4               | 5               |
| 1979 | 10              | 24              | 18              | 9               | 4               | 5               |
| 1980 | 10              | 22              | 16              | 10              | 4               | 5               |
| 1981 | 10              | 23              | 17              | 9               | 2               | 6               |
| 1982 | 11              | 23              | 17              | 11              | 1               | 5               |
| 1983 | 10              | 25              | 17              | 12              | 3               | 5               |
| 1984 | 10              | 24              | 17              | 12              | 4               | 5               |
| 1985 | 10              | 25              | 16              | 14              | 8               | 5               |
| 1986 | 11              | 26              | 17              | 13              | 5               | 5               |
| 1987 | 11              | 26              | 19              | 12              | 4               | 6               |
| 1988 | 12              | 27              | 18              | 12              | 9               | 6               |
| 1989 | 10              | 29              | 18              | 11              | 6               | 4               |
| 1990 | 9               | 31              | 18              | 11              | 7               | 5               |
| 1991 | 10              | 29              | 18              | 11              | 8               | 3               |
| 1992 | 12              | 32              | 17              | 11              | 8               | 3               |
| 1993 | 12              | 32              | 16              | 11              | 7               | 3               |
| 1994 | 14              | 32              | 16              | 11              | 10              | 4               |
| 1995 | 12              | 32              | 16              | 12              | 8               | 4               |
| 1996 | 12              | 35              | 16              | 10              | 11              | 4               |
| 1997 | 12              | 34              | 17              | 9               | 12              | 2               |
| 1998 | 10              | 34              | 17              | 11              | 12              | 2               |
| 1999 | 12              | 39              | 18              | 9               | 13              | 3               |
| 2000 | 12              | 42              | 17              | 11              | 10              | 3               |
| 2001 | 11              | 39              | 16              | 11              | 12              | 4               |
| 2002 | 10              | 37              | 16              | 9               | 13              | 3               |
| 2003 | 14              | 45              | 19              | 11              | 14              | 3               |
| 2004 | 15              | 44              | 18              | 13              | 14              | 3               |
| 2005 | 17              | 40              | 17              | 11              | 15              | 2               |
| 2006 | 16              | 43              | 17              | 12              | 14              | 2               |
| 2007 | 16              | 44              | 19              | 11              | 14              | 2               |
| 2008 | 16              | 41              | 19              | 13              | 18              | 2               |
| 2009 | 16              | 45              | 20              | 10              | 18              | 3               |
| 2010 | 17              | 43              | 20              | 13              | 19              | 3               |
| 2011 | 17              | 44              | 20              | 15              | 14              | 3               |
| 2012 | 18              | 42              | 22              | 14              | 18              | 4               |
| 2013 | 19              | 45              | 20              | 16              | 22              | 5               |
| 2014 | 18              | 45              | 19              | 15              | 20              | 4               |
| 2015 | 17              | 41              | 20              | 13              | 18              | 5               |
| 2016 | 17              | 41              | 21              | 14              | 19              | 5               |
| 2017 | 20              | 40              | 20              | 9               | 24              | 5               |
| 2018 | 20              | 41              | 19              | 13              | 21              | 4               |
| 2019 | 22              | 36              | 19              | 14              | 16              | 4               |
| 2020 | Cuộc thi bị hủy | Cuộc thi bị hủy | Cuộc thi bị hủy | Cuộc thi bị hủy | Cuộc thi bị hủy | Cuộc thi bị hủy |
| 2021 | 17              | 32              | 19              | 11              | 18              | 0               |
| 2022 | Không tổ chức   | Không tổ chức   | Không tổ chức   | Không tổ chức   | Không tổ chức   | Không tổ chức   |
| 2023 | 20              | 35              | 21              | 9               | 26              | 2               |
| 2024 | Không tổ chức   | Không tổ chức   | Không tổ chức   | Không tổ chức   | Không tổ chức   | Không tổ chức   |
| 2025 | 20              | 34              | 20              | 9               | 23              | 2               |

Lưu ý:  Israel,  Thổ Nhĩ Kỳ,  Síp,  Kazakhstan là các quốc gia có vị trí địa lý thuộc châu Á nhưng được Miss World tính vào thí sinh châu Âu trong một vài năm 